# Crack (magazine)
Pour les articles homonymes, voir Crack.
Crack est un magazine mensuel britannique indépendant consacré à la musique et à la culture, distribué en Europe. Fondé à Bristol en 2009, le magazine a déjà présenté Björk, MF Doom, Lil Yachty, FKA Twigs, Gorillaz et Queens of the Stone Age en couverture. La même équipe, toujours basée à Bristol, est également impliquée dans l'organisation du Simple Things Festival.

## Histoire
Crack est fondé en 2009 par le graphiste Jake Applebee et Thomas Frost, diplômé en journalisme. En 2012, ils obtiennent la première interview de Flying Lotus dans un magazine musical indépendant, à l'occasion de la sortie de son quatrième album studio, Until the Quiet Comes. En 2015, le magazine lance une édition berlinoise. En 2017, ils lancent une édition à Amsterdam. En mai 2019, le magazine lance son 100e numéro avec Thom Yorke, le leader de Radiohead.
En 2021, ils lancent CC Co, une agence créative baptisée Crack Creative Company. CC Co est dirigée par Duncan Harrison, responsable du contenu de Crack Magazine, ainsi que par Luke Sutton et Jake Applebee, directeurs de l'entreprise. 